# Montesquieu Instituut

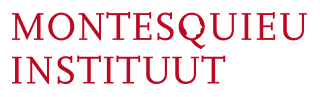
Beeldmerk van Montesquieu Instituut

Het Montesquieu Instituut is sinds 2007 een kenniscentrum voor parlementaire democratie in Nederland. Het begeeft zich op het snijvlak van democratie, politiek en parlementaire besluitvorming in Nederland en Europa. Samen met andere wetenschappelijke instellingen streeft het er naar om de beschikbare kennis op deze terreinen tijdig en hanteerbaar onder het bereik te brengen van politici, bestuurders, ambtenaren, wetenschappers en belangstellende burgers. Naamgever Charles Montesquieu (1689-1755) was een Franse filosoof die het idee van de spreiding van  wetgevende, uitvoerende en rechterlijke macht, de trias politica, ontwikkelde.

## Denktank
Het instituut fungeert als een denktank over het functioneren van het parlementaire systeem in Europa. Hiervoor biedt het een feitelijke en een digitale ontmoetingsplaats. Speerpunten van onderzoek zijn zowel procedures en processen als inhoudelijke beleidsontwikkeling. Het streven is om opgedane kennis tijdig over te dragen aan de samenleving, onder meer door het organiseren van evenementen zoals lezingen, debatten en symposia en de maandelijkse uitgave De Hofvijver. 

## Activiteiten
De activiteiten van het instituut richten zich op de geschiedenis en kenmerken van de staat, het parlement, de regering en andere politieke instellingen in Nederland en de Europese Unie. Voor deze onderzoeken wordt samengewerkt door deskundigen van verschillende vakgebieden zoals geschiedenis, rechten, politicologie en bestuurskunde. Onderzoek wordt in een internationaal-vergelijkend perspectief geplaatst. Ook onderzoekers van buitenlandse afkomst dragen bij aan de kennisvorming. 
Onder de vlag van het Montequieu Instituut worden onder meer boeken, columns, policy papers en  bundels uitgebracht over actuele thema’s. Ook vinden er regelmatig bijeenkomsten plaats. Het instituut heeft daarnaast een simulatie van het Europees Parlement ontwikkeld voor Europese scholieren uit de hoogste klassen van het Voortgezet Onderwijs, het Model European Parliament. 

## Samenwerkingsverband
Het Montesquieu Instituut is een samenwerkingsverband van vijf partners, ze werken samen aan de diverse onderzoeks-, onderwijs- en valorisatie activiteiten van de instelling. De partners zijn:
- Faculteit Governance and Global Affairs (FGGA)-Universiteit Leiden
- Centrum voor Parlementaire Geschiedenis (CPG)- Radboud Universiteit Nijmegen
- Documentatiecentrum Nederlandse Politieke Partijen-Rijksuniversiteit Groningen
- MI Maastricht University-Universiteit Maastricht
- Parlementair Documentatie Centrum (PDC)